# George Adee
George Townsend Adee (4 de janeiro de 1874 – 31 de julho de 1948) foi um jogador de futebol americano e árbitro de tênis. Ele entrou no International Tennis Hall of Fame em 1964.